# Fulgurodes cluacina
Fulgurodes cluacina là một loài bướm đêm trong họ Geometridae.